# La Atarazana (Tunja)
La Atarazana es una edificación colonial del Centro Histórico de Tunja localizada entre la Casa del Fundador y la Catedral Basílica Metropolitana. Se trata de un antiguo depósito de fábrica de la iglesia construido a finales del sigo XVI. Posee una fachada singular y una galería abierta sobre la Plaza de Bolívar como aquella de los ayuntamientos castellanos. Fue transformada en casa cural desde finales del siglo XIX.